# 郭衛民 (1910年)

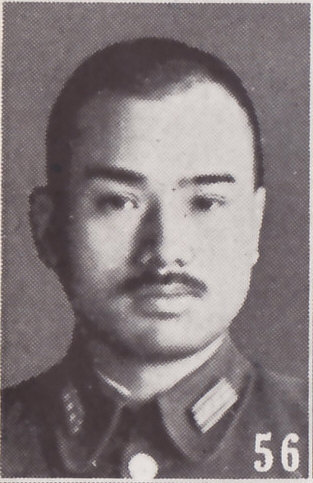
《最新支那要人传》中的郭卫民照片

郭卫民（1910年—1953年），男，广东香山人，中华民国时期广东汪伪政权官员、将领。

## 生平
郭卫民是广东香山县人，早年就读广东军事政治学校、日本军事体育学校并毕业。1934年回国，任广东警官学校教官、分队长。1938年冬参加汪精卫政权广州市政府，任广东军警教练所所长。1940年4月任汪伪广东省保安司令部少将参谋长。1941年夏任汪伪广东省政府警务处长，兼广州市警察局长。1943年4月，授陆军少将参赞武官。1945年春任广州警备司令部副司令。
抗战胜利后，同年九月被国民政府逮捕入狱。在广州军事特派员陈策庇护下，案件移交广东高等法院，获得轻判，有期徒刑五年。1949年广东战役前夕，广州监狱疏散，郭卫民前往香港。或说在1945年时判处十五年徒刑，死于狱中。